# Evergestis griseostrialis
Evergestis griseostrialis là một loài bướm đêm trong họ Crambidae.